# Jean-Baptiste Soulignac-Saint-Rome
Jean-Baptiste Soulignac-Saint-Rome est un homme politique français né le 23 juin 1762 à Limoges (Haute-Vienne) et mort le 3 août 1838 à Sarlat (Dordogne).

## Biographie
Commissaire du Directoire près le tribunal de Sarlat, il est élu député de la Dordogne au Conseil des Cinq-Cents le 25 germinal an VII.

## Sources
- « Jean-Baptiste Soulignac-Saint-Rome », dans Adolphe Robert et Gaston Cougny, Dictionnaire des parlementaires français, Edgar Bourloton, 1889-1891 [détail de l’édition]